# 戴儒謙
戴儒謙（Tai Ju-Chien ，1988年11月14日—），台灣男子排球運動員，位置為舉球員。中華台北男子排球代表隊代表，現擔任隊長一職。目前效力於屏東台電男子排球隊，並擔任教練。

## 經歷
- 新北市華僑高中排球隊
- 台北市台灣師大排球隊
- 屏東縣大仁科技大學排球隊
- 企業排球聯賽國訓中心男子排球隊
- 企業排球聯賽屏東台電男子排球隊

## 榮譽
- 2013年 - 亞洲東區男子排球錦標賽： 冠軍
- 2013年 - 東亞運動會男子排球： 冠軍
- 2016年 - 亞洲盃男子排球賽：殿軍
- 2017年 - 亞洲東區男子排球錦標賽： 亞軍
- 2018年 - 亞洲盃男子排球賽：殿軍
- 2018年 - 亞洲運動會排球比賽： 季軍
- 2021年 - 亞洲排球錦標賽：殿軍[4]

## 外部連結
- 戴儒謙臉書頁面